# Gabriel Axel
Gabriel Axel, rodným jménem Axel Gabriel Erik Mørch (18. duben 1918 Aarhus – 9. únor 2014 Bagsværd u Kodaně) byl dánský filmový režisér, scenárista, producent a herec. Proslul především filmem Babetina hostina (Babettes gaestebud) z roku 1987, který je adaptací literární předlohy Karen Blixenové, a za nějž dostal Oscara pro nejlepší cizojazyčný film. Šlo o první takto oceněný dánský film v historii. Snímek získal i cenu BAFTA pro zahraniční film. V jeho tvorbě to ovšem bylo pozdní dílo, první film natočil již roku 1955. K nejznámějším patří severská sága Rudá kápě (Den røde kappe) z roku 1967, jež dostala technickou cenu na festivalu v Cannes. Vyrůstal ve Francii, do vlasti se vrátil až v dospělém věku. Roku 2003 dostal na festivalu v Kodani cenu za celoživotní dílo.